# Plešnice
Plešnice jsou obec v okrese Plzeň-sever v Plzeňském kraji. Žije v ní 289 obyvatel. Má svojí vlastní železniční zastávku.

## Historie
První písemná zmínka o vesnici pochází z roku 1357.

## Obyvatelstvo
| Rok            | 1869 | 1880 | 1890 | 1900 | 1910 | 1921 | 1930 | 1950 | 1961 | 1970 | 1980 | 1991 | 2001 | 2011 | 2021 |
| -------------- | ---- | ---- | ---- | ---- | ---- | ---- | ---- | ---- | ---- | ---- | ---- | ---- | ---- | ---- | ---- |
| Počet obyvatel | 275  | 277  | 296  | 310  | 380  | 374  | 386  | 245  | 267  | 260  | 241  | 238  | 233  | 260  | 274  |
| Počet domů     | 39   | 43   | 44   | 50   | 53   | 55   | 70   | 101  | 63   | 68   | 63   | 70   | 77   | 91   | 96   |

## Obecní správa
Mezi lety 1869–1985 Plešnice byly obcí v okrese Stříbro (1869–1950) a později v okrese Plzeň-sever. Od 1. ledna 1986 do 23. listopadu 1990 patřily jako část obce k Úlicím a od 24. listopadu 1990 jsou opět samostatnou obcí.

### Obecní symboly
Znak a vlajka byly obci uděleny rozhodnutím předsedkyně Poslanecké sněmovny Parlamentu České republiky dne 25. listopadu 2011.

## Pamětihodnosti
- zřícenina hrad Buben
- Kaplička Nejsvětější Trojice na návsi
- Socha svatého Josefa
- Pohřebiště Svanka, archeologické naleziště